# Gerd Zewe
Gerd Zewe (Stennweiler, 1950. június 13. –) nyugatnémet válogatott német labdarúgó, középpályás, hátvéd, majd edző.

## Pályafutása

### Klubcsapatban
Az SV Stennweiler csapatában kezdte a labdarúgást. Itt mutatkozott be az első csapatban. 1969-ben a Borussia Neunkirchen együtteséhez szerződött. 1972 és 1987 között a Fortuna Düsseldorf csapatánál töltötte pályafutása jelentős részét. A düsseldorfi együttessel két nyugatnémet kupát nyert és tagja volt az 1978–79-es idényben KEK-döntős csapatnak, amely csak hosszabbításban, drámai körülmények között kapott ki a Barcelonától 4–3-ra. 1987 és 1989 között a Würzburger Kickers labdarúgója volt és itt fejezte be az aktív labdarúgást.

### A válogatottban
1973-ban háromszor szerepelt a nyugatnémet U23-as válogatottban, 1978-ban pedig két alkalommal a B-válogatottban. 1978 és 1979 között négy alkalommal lépett pályára a nyugatnémet válogatottban. Részt vett az 1978-as argentínai világbajnokságon.

### Edzőként
1990 és 1993 között az SC Kapellen-Erft edzője volt. 1993 és 1996 között a Borussia Mönchengladbach II vezetőedzője volt, majd két idényre visszatért a Kapellen-Erfthez. 1998 és 2001 között az 1. FC Union Solingen, 2001 és 2005 között a TuS Grevenbroich szakmai munkáját irányította. A 2008–09-es idényben az 1. FC Viersen vezetőedzője volt. 2011 és 2013 között a DJK Eintracht Hoeningen együttesénél tevékenykedett.

## Sikerei, díjai
Fortuna Düsseldorf
- Nyugatnémet kupa (DFB-Pokal)
  - győztes: 1979, 1980
  - döntős: 1978
- Kupagyőztesek Európa-kupája (KEK)
  - döntős: 1978–79

## Statisztika

### Mérkőzései a nyugatnémet válogatottban
| NSZK | NSZK               | NSZK                     | NSZK          | NSZK     | NSZK         | NSZK         | NSZK  | NSZK    |
| #    | Dátum              | Helyszín                 | Hazai         | Eredmény | Vendég       | Kiírás       | Gólok | Esemény |
| ---- | ------------------ | ------------------------ | ------------- | -------- | ------------ | ------------ | ----- | ------- |
| 1.   | 1978. október 11.  | Prága, Strahov Stadion   | Csehszlovákia | 3 – 4    | NSZK         | barátságos   | -     |         |
| 2.   | 1978. november 15. | Frankfurt, Waldstadion   | NSZK          | 0 – 0    | Magyarország | barátságos   | -     |         |
| 3.   | 1978. december 20. | Düsseldorf, Rheinstadion | NSZK          | 3 – 1    | Hollandia    | barátságos   | -     |         |
| 4.   | 1979. február 25.  | Gżira, Empire Stadium    | Málta         | 0 – 0    | NSZK         | Eb-selejtező | -     | 68'     |
|      | Összesen           |                          |               | 4        | mérkőzés     |              | 0     | gól     |